# Пушкіно (Благовіщенський район)
Пу́шкіно (рос. Пушкино, башк. Пушкин) — присілок у складі Благовіщенського району Башкортостану, Росія. Входить до складу Бедеєво-Полянської сільської ради.
Населення — 83 особи (2010; 71 в 2002).
Національний склад:
- росіяни — 83 %